# Sastrodirjan
Sastrodirjan is een bestuurslaag in het regentschap Pekalongan van de provincie Midden-Java, Indonesië. Sastrodirjan telt 3197 inwoners (volkstelling 2010).